# Universidade de Richmond
A Universidade de Richmond, em inglês University of Richmond (UR ou U of R), é uma universidade privada de artes liberais localizada em Richmond, Virgínia. É uma instituição focada em cursos de graduação com aproximadamente 4.350 alunos dentre graduandos e pós-graduandos. Divide-se em cinco subdivisões: Escola de Artes e Ciências, a Escola Jepson de Estudos de Liderança, a Escola de Direito e a Escola de Estudos Profissionais. 
Fundada em 1830, seus alunos são chamados de "Spiders", uma referência ao mascote da UR que é uma aranha. A Universidade está entre as melhores escolas de arte dos Estados Unidos.

Referências
1. 1 2  «About - University of Richmond». www (em inglês). Consultado em 13 de fevereiro de 2023